# Sunset Beach DJ Session
Sunset Beach DJ Session – pierwszy album niemieckiego didżeja André Tannebergera z serii Sunset Beach DJ Session. Został wydany 2 lipca 2010 roku i zawiera dwa krążki.
Nagrania w Polsce uzyskały certyfikat złotej płyty.

## Lista utworów

### CD1
| Nr  | Tytuł                                                                     | Długość |
| --- | ------------------------------------------------------------------------- | ------- |
| 1.  | ATB - Could You Believe                                                   | 3:27    |
| 2.  | Yuri Kane - Right Back                                                    | 5:57    |
| 3.  | Tim Berg - Bromance (Avicii's Arena Mix)                                  | 6:18    |
| 4.  | Robert Babicz - Dark Flower (Fever Mix)                                   | 5:12    |
| 5.  | George Acosta - Tearing Me Apart (feat. Fisher) (Gerry Cueto Vocal Remix) | 3:43    |
| 6.  | ATB - Touch & Go                                                          | 5:56    |
| 7.  | Tim Berg vs. Oliver Ingrosso & Otto Knows - Loopede                       | 6:11    |
| 8.  | LTN - One Night In Ibiza                                                  | 3:13    |
| 9.  | ATB - Midnight Sun                                                        | 6:27    |
| 10. | Dash Berlin - Never Cry Again (Amurai's Los Angeles Mix)                  | 7:05    |
| 11. | Nic Chagall Feat. Jonathan Mendelsohn - This Moment (Prog Mix)            | 7:34    |
| 12. | Beltek - Eclipse                                                          | 6:57    |
| 13. | D-Mad - She Gave Happiness (Arty Remix)                                   | 5:57    |
| 14. | Ferry Tayle & Static - Blue Trapeze                                       | 5:02    |

### CD2
| Nr  | Tytuł                                                                       | Długość |
| --- | --------------------------------------------------------------------------- | ------- |
| 1.  | ATB & Josh Gallahan - Co 1724                                               | 5:18    |
| 2.  | Tiësto – The Tube (Domenico Cascarino & Luca Lombardi Elektro Acoustic Mix) | 5:07    |
| 3.  | Sounds From The Ground Feat. Nicola Hitchcock - Moving Into A New Space     | 6:05    |
| 4.  | Asheni - Sweet Suffering (DJ Sin Plomo Mix)                                 | 7:04    |
| 5.  | ATB - Remember That Day                                                     | 5:21    |
| 6.  | Mylo - Emotion 98.6                                                         | 5:34    |
| 7.  | Edward Shearmur - Taxi Ride                                                 | 3:36    |
| 8.  | Late Night Alumni - Empty Streets                                           | 5:45    |
| 9.  | Sans Souci Puro - (Sunset Mix)                                              | 5:32    |
| 10. | ATB - Fahrenheit 451                                                        | 4:25    |
| 11. | Summer Of Space - New Found Art                                             | 3:41    |
| 12. | Lux - Secret Fish                                                           | 4:56    |
| 13. | Schodt - Cinematico                                                         | 6:34    |
| 14. | Röyksopp - Only This Moment                                                 | 3:53    |
| 15. | Alpha Child - Gamma Ray (Franc Spangler Remix)                              | 4:47    |